# Waleryj Frałou
Waleryj Dzmitryjewicz Frałou (biał. Валерый Дзмітрыевіч Фралоў, ros. Валерий Дмитриевич Фролов, Walerij Dmitrijewicz Frołow, ur. 14 sierpnia 1947 w Mińsku, zm. 10 listopada 2014 tamże) – białoruski wojskowy, generał i polityk narodowości rosyjskiej, deputowany do Izby Reprezentantów Republiki Białorusi II kadencji.

## Życiorys
W 1965 ukończył Mińskie Technikum Automechaniczne. W 1970 został absolwentem Gwardyjskiej Wyższej Pancernej Szkoły Dowódczej w Charkowie. Siedem lat później ukończył studia w Akademii Wojennej Wojsk Pancernych, a w 1991 Akademię Sztabu Generalnego Sił Zbrojnych ZSRR. Odbył także studia w Akademii Zarządzania przy Prezydencie Republiki Białorusi, które ukończył w 2000.
W latach 1964–1966 pracował w zakładach MAZ. Po ukończeniu studiów oficerskich objął dowództwo plutonu pancernego, a następnie dowodził kompanią. Służył w Białoruskim Okręgu Wojskowym. W 1977 otrzymał przydział do Dalekowschodniego Okręgu Wojskowego, gdzie pełnił kolejno funkcje: dowódcy batalionu, szefa sztabu, dowódcy pułku i szefa sztabu dywizji zmechanizowanej. W latach 1991–1993 służył w Nadbałtyckim Okręgu Wojskowym na stanowisku dowódcy dywizji. Od 1993 w Siłach Zbrojnych Republiki Białorusi: początkowo na stanowisku szefa sztabu korpusu armii, a w latach 1994–2000 dowódcy korpusu. Ze służby czynnej odszedł w stopniu generała-majora.
Od 1997 do 2000 zasiadał w Grodzieńskiej Obwodowej Radzie Deputowanych. Od 21 listopada 2000 do 2004 roku sprawował mandat deputowanego Izby Reprezentantów Republiki Białorusi II kadencji. Zasiadał w Komisji Bezpieczeństwa Narodowego. Wchodził w skład grupy deputowanych „Republika”.
W trakcie sprawowania funkcji deputowanego związał się z opozycją. W 2004 został członkiem Białoruskiej Socjaldemokratycznej Partii (Hramada). Od 2006 stał na czele jej oddziału w Mińsku, a od 2007 pełnił funkcję wiceprzewodniczącego.

## Publikacje
- Kuda idiom, biełorusy?, Smoleńsk 2004

## Odznaczenia
- Order „Za służbę Ojczyźnie w Siłach Zbrojnych ZSRR” III stopnia
- Order Sergiusza Radoneżskiego III stopnia